# Stéphane Dalmat
Stéphane Dalmat (Joué-lès-Tours, 16 febbraio 1979) è un ex calciatore francese, di ruolo centrocampista.

## Biografia
Ha due fratelli, Wilfried e Cyril, anch'essi calciatori professionisti.

## Caratteristiche tecniche
Trequartista e all'occorrenza centrocampista centrale dotato di grande tecnica, era soprannominato Joystick.

## Carriera

### Club

#### Gli esordi
Dalmat esordì nel campionato francese nel 1997-1998, tra le file del Châteauroux, e l'anno seguente passò al Lens, campione di Francia, con cui esordì in Champions League e vinse la Coppa di lega francese nel 1999. In seguito militò nell'Olympique Marsiglia e nel Paris Saint-Germain, fino al gennaio del 2001.

#### Inter e prestiti
Nella sessione invernale del calciomercato, a gennaio 2001 fu acquistato dalla società italiana dell'Inter, in cambio della metà del cartellino di Vampeta. Durante la sua esperienza a Milano vestì la maglia numero 18: fece il suo debutto in Serie A il 28 gennaio 2001, nell'incontro Inter-Bari terminata poi 1-0. Segnò la sua prima rete in nerazzurro il 21 aprile, nella gara vinta 4-2 contro la Fiorentina; si ripeté il 27 maggio contro la Lazio, regalando il pareggio alla sua squadra nei minuti di recupero. Rimase in Italia per altri 2 anni, giocando la sua ultima partita con i nerazzurri in Inter-Perugia (2-2) del 24 maggio 2003. In totale, con l'Inter ha collezionato 66 partite segnando 4 reti (3 in Serie A ed 1 in Coppa UEFA).
Dopo il periodo all'Inter passò agli inglesi del Tottenham, dove rimase per una sola stagione. In seguito tornò in Francia, per giocare nel Tolosa. 

#### Gli anni seguenti
Nell'annata 2005-2006 militò nel Racing Santander, club della Liga spagnola. Nella stagione 2006-2007 vestì la maglia del Bordeaux, vincendo la sua seconda Coppa di lega francese. Il 5 dicembre 2006, in una partita di Champions League contro il PSV (vinta per 1-3) segnò una rete con un pallonetto dalla lunga distanza.
Dal 2007 al 2010 ha giocato nel Sochaux, totalizzando 9 reti in 102 presenze: poi è passato al Rennes, dove ha giocato fino al 2012. Il 6 luglio dello stesso anno viene acquistato dal Nîmes, club di seconda divisione: ma pochi giorni dopo, esattamente il 23 luglio 2012, annuncia il suo ritiro dall'attività agonistica.

### Nazionale
Anche se non è mai stato convocato dalla nazionale maggiore francese, ha fatto parte della nazionale Under-21 dal 1999 al 2001, collezionando 27 presenze e 2 gol.

## Statistiche

### Presenze e reti nei club[6]
| Stagione            | Squadra          | Campionato      | Campionato | Campionato | Coppe nazionali | Coppe nazionali | Coppe nazionali | Coppe continentali | Coppe continentali | Coppe continentali | Altre coppe | Altre coppe | Altre coppe | Totale | Totale |
| Stagione            | Squadra          | Comp            | Pres       | Reti       | Comp            | Pres            | Reti            | Comp               | Pres               | Reti               | Comp        | Pres        | Reti        | Pres   | Reti   |
| ------------------- | ---------------- | --------------- | ---------- | ---------- | --------------- | --------------- | --------------- | ------------------ | ------------------ | ------------------ | ----------- | ----------- | ----------- | ------ | ------ |
| 1997-1998           | Châteauroux      | D1              | 29         | 1          | CF+CdL          | 0+1             | 0               | -                  | -                  | -                  | -           | -           | -           | 30     | 1      |
| 1998-1999           | Lens             | D1              | 25         | 3          | CF+CdL          | 2+5             | 0+1             | UCL                | 5                  | 0                  | SF          | 1           | 0           | 38     | 4      |
| 1999-2000           | O. Marsiglia     | D1              | 29         | 1          | CF+CdL          | 2+1             | 0               | UCL                | 11                 | 0                  | -           | -           | -           | 43     | 1      |
| giu. 2000-gen. 2001 | Paris SG         | D1              | 19         | 1          | CF+CdL          | 0+1             | 0               | UCL                | 6                  | 0                  | -           | -           | -           | 26     | 1      |
| gen.-giu. 2001      | Inter            | A               | 17         | 2          | CI              | 0               | 0               | CU                 | -                  | -                  | -           | -           | -           | 17     | 2      |
| 2001-2002           | Inter            | A               | 16         | 1          | CI              | 1               | 0               | CU                 | 7                  | 1                  | -           | -           | -           | 24     | 2      |
| 2002-2003           | Inter            | A               | 15         | 0          | CI              | 0               | 0               | UCL                | 10                 | 0                  | -           | -           | -           | 25     | 0      |
| Totale Inter        | Totale Inter     | Totale Inter    | 48         | 3          |                 | 1               | 0               |                    | 17                 | 1                  |             |             |             | 66     | 4      |
| 2003-2004           | Tottenham        | PL              | 22         | 3          | FACup+CdL       | 3+3             | 0               | -                  | -                  | -                  | -           | -           | -           | 28     | 3      |
| 2004-2005           | Tolosa           | L1              | 19         | 1          | CF+CdL          | 1+0             | 1               | -                  | -                  | -                  | -           | -           | -           | 20     | 2      |
| 2005-2006           | Racing Santander | PD              | 15         | 0          | CR              | 0               | 0               | -                  | -                  | -                  | -           | -           | -           | 15     | 0      |
| 2006-2007           | Bordeaux         | L1              | 13         | 0          | CF+CdL          | 2+2             | 0               | UCL                | 3                  | 1                  | -           | -           | -           | 20     | 1      |
| 2007-2008           | Sochaux          | L1              | 35         | 3          | CF+CdL          | 2+0             | 0               | CU                 | 2                  | 0                  | SF          | 1           | 0           | 40     | 3      |
| 2008-2009           | Sochaux          | L1              | 27         | 1          | CF+CdL          | 0+1             | 0               | -                  | -                  | -                  | -           | -           | -           | 28     | 1      |
| 2009-2010           | Sochaux          | L1              | 29         | 4          | CF+CdL          | 4+1             | 1+0             | -                  | -                  | -                  | -           | -           | -           | 34     | 5      |
| Totale Sochaux      | Totale Sochaux   | Totale Sochaux  | 91         | 8          |                 | 8               | 1               |                    | 2                  | 0                  |             | 1           | 0           | 102    | 9      |
| 2010-2011           | Rennes           | L1              | 33         | 2          | CF+CdL          | 1+0             | 0               | -                  | -                  | -                  | -           | -           | -           | 34     | 2      |
| 2011-2012           | Rennes           | L1              | 4          | 0          | CF+CdL          | 0+1             | 0               | UEL                | 6                  | 0                  | -           | -           | -           | 11     | 0      |
| Totale Rennes       | Totale Rennes    | Totale Rennes   | 37         | 2          |                 | 2               | 0               |                    | 6                  | 0                  |             |             |             | 45     | 2      |
| giu.-lug. 2012      | Nimes            | L2              | 0          | 0          | CF+CdL          | 0+0             | 0               | -                  | -                  | -                  | -           | -           | -           | 0      | 0      |
| Totale carriera     | Totale carriera  | Totale carriera | 347        | 23         |                 | 34              | 3               |                    | 50                 | 2                  |             | 2           | 0           | 433    | 28     |

## Palmarès

### Club

#### Competizioni nazionali
- Coppa di Lega francese: 2

Lens: 1998-1999
Bordeaux: 2006-2007